# Himne de Riego
L'Himne de Riego, compost pel músic ontinyentí Josep Melcior Gomis, va ser compost en honor de Rafael del Riego, tinent coronel que es va alçar contra l'absolutisme de Ferran VII l'1 de gener de 1820 a la localitat de Las Cabezas de San Juan (Sevilla). Va ser l'himne d'Espanya en el Trienni Liberal (1820-1823), a la Primera República Espanyola (1873-1874) i a la Segona (1931-1939), en què es va usar en lloc de la Marxa Reial o Marxa de Granaderos, actual himne oficial d'Espanya.

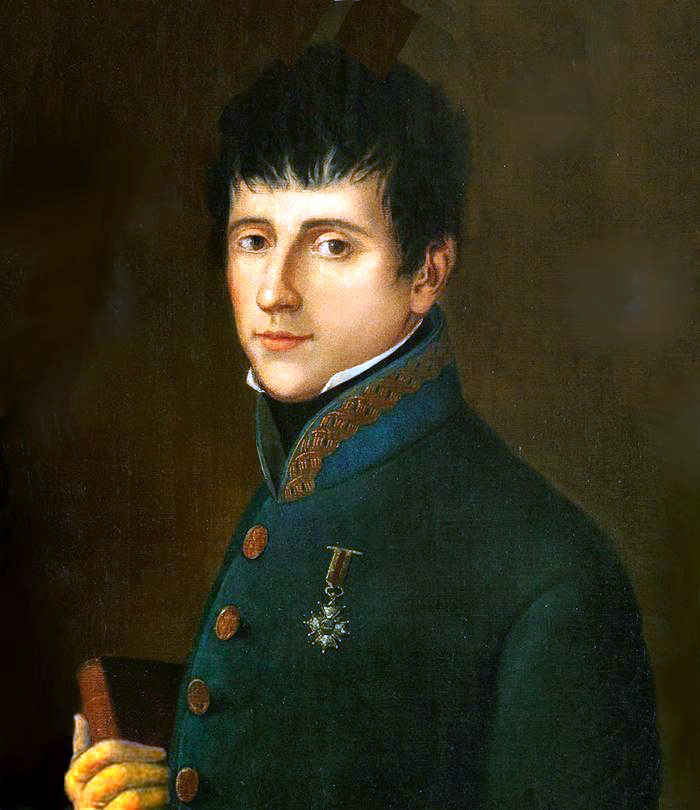
Rafael de Riego.

Riego va ser un símbol dels liberals d'Espanya durant el segle xix i principis del segle xx, es va alçar contra l'absolutisme de Ferran VII el 1820 per instaurar un nou règim constitucional que tindria com a norma bàsica la pionera Constitució de 1812, redactada vuit anys abans per les Corts de Cadis i popularment coneguda com la Pepa.

## Lletra
A part de la lletra oficial, l'Himne de Riego va tenir moltes lletres populars. A continuació s'inclou la lletra oficial i algunes de les populars.

### Lletra oficial (en castellà)
| Serenos y alegres valientes y osados cantemos soldados el himno a la lid. De nuestros acentos el orbe se admire y en nosotros mire los hijos del Cid.                |
| Soldados, la patria nos llama a la lid, juremos por ella vencer o morir.                                                                                             |
| ¿El mundo vio nunca más noble osadia, ni vio nunca un día más grande el valor, que aquel que inflamados nos vimos del fuego que excitara en Riego de Patria el amor? |
| Soldados, la patria nos llama a la lid, juremos por ella vencer o morir.                                                                                             |
| La trompa guerrera sus ecos da al viento, horror al sediento, ya ruge el cañón a Marte, sañudo, la audacia provoca y el ingenio invoca de nuestra nación.            |
| Soldados, la patria nos llama a la lid, juremos por ella vencer o morir.                                                                                             |

### Lletres populars
Aquestes són algunes de les lletres utilitzades popularment a l'època de la República. A l'himne se li han seguit adaptant diferents lletres fins avui dia, relacionades amb reivindicacions diverses.
Si la Reina vol corona,
corona li donarem,
que vingui a Barcelona
i el coll li tallarem.

Si el Rei demana corona, 
corona li donarem,
que vingui a Barcelona
i el coll li tallarem.

Si vols sopar no te'n vages,
sardines torrades tenim,
al Berenguer en tomàtec
i de postres a l'Alfonso fregit.

Si vols sopar no te'n vages,
sardines salades tinc, 
escarabats en vinagre 
i un tros de burro podrit! 

Si vols sopar no te'n vages, 
sardines fregides tenim,
escarabats amb vinagre
i olivetes amb el pinyol dins.

Una calavera encesa, 
un tros de burro escaldat, 
quaranta plats de posterma, 
i de postres un plat de gargalls. 

Si los curas y frailes supieran
la paliza que les vamos a dar,
subirían al coro cantando:
"Libertad, libertad, libertad!"

Si los Reyes de España supieran
lo poco que van a durar,
a la calle saldrían gritando:
"¡Libertad, libertad, libertad!"

Un hombre estaba cagando
y no tenía papel
pasó el rey Alfonso XIII
y se limpio el culo con él.

### Melodia
- MIDI Arxivat 2007-02-17 a Wayback Machine.
- MP3 Arxivat 2007-03-19 a Wayback Machine.

### Partitura
- Partitura Arxivat 2005-11-07 a Wayback Machine.

### Altres
- Himnes de burlesca, al bloc de Toni Cucarella